# So Far, So Good... So What Tour
So Far, So Good...So What Tour fue un tour realizado por la banda de thrash metal Megadeth, fue realizada desde el 21 de noviembre de 1987 hasta el 20 de agosto de 1988.

## Historia
Dicha gira es en donde Megadeth promocionó su tercer álbum de estudio So Far, So Good... So What! la gira se desarrolló en 141 conciertos dividido en 3 etapas en los Estados Unidos, Europa y Asia dicha gira fue la que marco el debut de la formación: Dave Mustaine (Guitarra y Voz), David Ellefson (Bajo), Jeff Young (Guitarra) y Chuck Behler (Batería).
Cabe destacar que esta gira nunca fue terminada ya que luego de la presentación de la banda en el festival Monsters of Rock de 1988, Dave Mustaine tuvo una fuerte discusión con el guitarrista Jeff Young por el hecho de que el guitarrista estaba saliendo con la novia de Mustaine de ese tiempo, cosa que el mismo Jeff Young alegaba que no era cierto, lo que produjo el despido del guitarrista y posteriormente, por diferencias musicales, del baterista Chuck Behler, lo que marco el fin de la gira.
Esta gira marco la primera colaboración entre Dave Mustaine y su antigua banda Metallica. En el concierto realizado en Inglaterra correspondiente al Monster of Rock, durante el último tema de la banda Anarchy in the U.K. se contó con el apoyo del baterista de Metallica Lars Ulrich y el vocalista de Guns N' Roses, Axl Rose en los coros.

## Fechas
| Fecha                   | Ciudad               | País           | Lugar                                |
| Norteamérica            | Norteamérica         | Norteamérica   | Norteamérica                         |
| ----------------------- | -------------------- | -------------- | ------------------------------------ |
| 21 de noviembre de 1987 | California           | Estados Unidos | De Anza Theatre                      |
| 22 de noviembre de 1987 | California           | Estados Unidos | Jezebel's                            |
| 23 de noviembre de 1987 | California           | Estados Unidos | —                                    |
| 24 de noviembre de 1987 | Santa Clara          | Estados Unidos | —                                    |
| 25 de noviembre de 1987 | California           | Estados Unidos | El Dorado Saloon                     |
| 28 de noviembre de 1987 | Oregón               | Estados Unidos | Pine Street Theatre                  |
| 29 de noviembre de 1987 | Washington D. C.     | Estados Unidos | Tacoma Dome                          |
| Europa                  |                      |                |                                      |
| 13 de diciembre de 1987 | Leeds                | Inglaterra     | Christmas on Earth Festival          |
| Norteamérica            |                      |                |                                      |
| 22 de diciembre de 1987 | California           | Estados Unidos | The Oasis                            |
| 28 de diciembre de 1987 | Rhode Island         | Estados Unidos | Providence Civic Center              |
| 29 de diciembre de 1987 | Connecticut          | Estados Unidos | New Haven Veterans Memorial Coliseum |
| 31 de diciembre de 1987 | New York             | Estados Unidos | Nassau Veterans Memorial Coliseum    |
| 1 de enero de 1988      | Maine                | Estados Unidos | Cumberland County Civic Center       |
| 2 de enero de 1988      | New York             | Estados Unidos | Rochester Community War Memorial     |
| 6 de enero de 1988      | Ottawa               | Canadá         | Ottawa Civic Centre                  |
| 7 de enero de 1988      | Quebec               | Canadá         | Colisée de Québec                    |
| 8 de enero de 1988      | Montreal             | Canadá         | Montreal Forum                       |
| 9 de enero de 1988      | Toronto              | Canadá         | Maple Leaf Gardens                   |
| 10 de enero de 1988     | New York             | Estados Unidos | The Chance                           |
| 11 de enero de 1988     | New York             | Estados Unidos | Glens Falls Civic Center             |
| 12 de enero de 1988     | Pensilvania          | Estados Unidos | The Spectrum                         |
| 14 de enero de 1988     | Carolina del Norte   | Estados Unidos | Charlotte Coliseum                   |
| 15 de enero de 1988     | Hampton              | Estados Unidos | Hampton Coliseum                     |
| 16 de enero de 1988     | Carolina del Sur     | Estados Unidos | Greenville Memorial Auditorium       |
| 17 de enero de 1988     | Virginia             | Estados Unidos | The Scope                            |
| 18 de enero de 1988     | Tennessee            | Estados Unidos | Nashville Municipal Auditorium       |
| 19 de enero de 1988     | Tennessee            | Estados Unidos | Knoxville Civic Coliseum             |
| 21 de enero de 1988     | Carolina del Norte   | Estados Unidos | Greensboro Coliseum                  |
| 22 de enero de 1988     | Georgia              | Estados Unidos | The Omni                             |
| 23 de enero de 1988     | Alabama              | Estados Unidos | State Fairgrounds                    |
| 26 de enero de 1988     | Florida              | Estados Unidos | Jacksonville Memorial Coliseum       |
| 27 de enero de 1988     | Florida              | Estados Unidos | Ocean Center                         |
| 28 de enero de 1988     | Florida              | Estados Unidos | USF Sun Dome                         |
| 29 de enero de 1988     | Florida              | Estados Unidos | West Palm Beach Auditorium           |
| 30 de enero de 1988     | Florida              | Estados Unidos | Bayfront Center                      |
| 31 de enero de 1988     | Misisipi             | Estados Unidos | Mississippi Coast Coliseum           |
| 2 de febrero de 1988    | Texas                | Estados Unidos | Memorial Coliseum                    |
| 3 de febrero de 1988    | Texas                | Estados Unidos | The Summit                           |
| 4 de febrero de 1988    | Texas                | Estados Unidos | Reunion Arena                        |
| 5 de febrero de 1988    | Texas                | Estados Unidos | Hemisfair Arena Convention Center    |
| 6 de febrero de 1988    | Texas                | Estados Unidos | Municipal Coliseum                   |
| 7 de febrero de 1988    | Oklahoma             | Estados Unidos | Lloyd Noble Center                   |
| 8 de febrero de 1988    | Ohio                 | Estados Unidos | Hara Arena                           |
| 9 de febrero de 1988    | Misuri               | Estados Unidos | Municipal Auditorium                 |
| 10 de febrero de 1988   | Ohio                 | Estados Unidos | Ohio Center                          |
| 11 de febrero de 1988   | Misuri               | Estados Unidos | Wings Stadium                        |
| 12 de febrero de 1988   | Misuri               | Estados Unidos | Wendler Arena                        |
| 13 de febrero de 1988   | Ohio                 | Estados Unidos | Public Hall                          |
| 14 de febrero de 1988   | Pensilvania          | Estados Unidos | South Hills Theater                  |
| 15 de febrero de 1988   | Míchigan             | Estados Unidos | Cobo Arena                           |
| 16 de febrero de 1988   | Ohio                 | Estados Unidos | Toledo Sports Arena                  |
| 17 de febrero de 1988   | Indiana              | Estados Unidos | Market Square Arena                  |
| 18 de febrero de 1988   | Ohio                 | Estados Unidos | Hara Arena                           |
| 19 de febrero de 1988   | Illinois             | Estados Unidos | UIC Pavilion                         |
| 21 de febrero de 1988   | Michigan             | Estados Unidos | Cobo Arena                           |
| 22 de febrero de 1988   | Wisconsin            | Estados Unidos | Mecca Arena                          |
| 23 de febrero de 1988   | Wisconsin            | Estados Unidos | Brown County Veterans Memorial Arena |
| 24 de febrero de 1988   | Wisconsin            | Estados Unidos | Dane County Coliseum                 |
| 25 de febrero de 1988   | Minnesota            | Estados Unidos | Met Center                           |
| 27 de febrero de 1988   | Colorado             | Estados Unidos | McNichols Sports Arena               |
| 29 de febrero de 1988   | Utah                 | Estados Unidos | Salt Palace                          |
| 2 de marzo de 1988      | Texas                | Estados Unidos | The Special Events Center            |
| 3 de marzo de 1988      | Minnesota            | Estados Unidos | Tingley Coliseum                     |
| 4 de marzo de 1988      | Arizona              | Estados Unidos | Compton Terrace                      |
| 5 de marzo de 1988      | California           | Estados Unidos | Orange Show Pavilion                 |
| 7 de marzo de 1988      | California           | Estados Unidos | San Diego Sports Arena               |
| 8 de marzo de 1988      | Nevada               | Estados Unidos | Thomas & Mack Center                 |
| 9 de marzo de 1988      | California           | Estados Unidos | —                                    |
| 10 de marzo de 1988     | California           | Estados Unidos | Henry J. Kaiser Convention Center    |
| 12 de marzo de 1988     | California           | Estados Unidos | Long Beach Arena                     |
| 13 de marzo de 1988     | California           | Estados Unidos | Sacramento Sports Arena              |
| 15 de marzo de 1988     | Washington D. C.     | Estados Unidos | —                                    |
| 17 de marzo de 1988     | Oregón               | Estados Unidos | —                                    |
| 18 de marzo de 1988     | Washington D. C.     | Estados Unidos | —                                    |
| 21 de marzo de 1988     | Edmonton             | Canadá         | Unknown Venue                        |
| 28 de marzo de 1988     | Luisiana             | Estados Unidos | McAlister Auditorium                 |
| 31 de marzo de 1988     | Florida              | Estados Unidos | Cameo Theater                        |
| 1 de abril de 1988      | Florida              | Estados Unidos | Cameo Theater                        |
| 2 de abril de 1988      | Florida              | Estados Unidos | Manatee Civic Center                 |
| 4 de abril de 1988      | Florida              | Estados Unidos | Pensacola Municipal Auditorium       |
| 5 de abril de 1988      | Alabama              | Estados Unidos | Alabama Theatre                      |
| 6 de abril de 1988      | Georgia              | Estados Unidos | The Omni                             |
| 7 de abril de 1988      | Georgia              | Estados Unidos | The Omni                             |
| 8 de abril de 1988      | Carolina del Norte   | Estados Unidos | Cumberland County Memorial Arena     |
| 9 de abril de 1988      | Virginia             | Estados Unidos | The Boathouse                        |
| 10 de abril de 1988     | Carolina del Norte   | Estados Unidos | Charlotte Coliseum                   |
| 12 de abril de 1988     | Maryland             | Estados Unidos | Ritchie Coliseum                     |
| 15 de abril de 1988     | Pensilvania          | Estados Unidos | Tower Theatre                        |
| 16 de abril de 1988     | Connecticut          | Estados Unidos | Hartford Civic Center                |
| 17 de abril de 1988     | New York             | Estados Unidos | Barton Hall                          |
| 18 de abril de 1988     | Toronto              | Canadá         | Concert Hall                         |
| 20 de abril de 1988     | Rhode Island         | Estados Unidos | Providence Civic Center              |
| 21 de abril de 1988     | Massachusetts        | Estados Unidos | Orpheum Theatre                      |
| 22 de abril de 1988     | New York             | Estados Unidos | Beacon Theatre                       |
| 23 de abril de 1988     | New Jersey           | Estados Unidos | Capitol Theatre                      |
| 24 de abril de 1988     | New York             | Estados Unidos | Renaissance Theater                  |
| 25 de abril de 1988     | Pensilvania          | Estados Unidos | Allentown Fairgrounds                |
| 26 de abril de 1988     | New York             | Estados Unidos | Palace Theatre                       |
| 27 de abril de 1988     | Pensilvania          | Estados Unidos | —                                    |
| 28 de abril de 1988     | Pensilvania          | Estados Unidos | Palace Theater                       |
| 29 de abril de 1988     | Michigan             | Estados Unidos | Royal Oak Music Theatre              |
| 30 de abril de 1988     | Michigan             | Estados Unidos | State Theater                        |
| 1 de mayo de 1988       | Ohio                 | Estados Unidos | Agora                                |
| 2 de mayo de 1988       | Ohio                 | Estados Unidos | Newport Music Hall                   |
| 3 de mayo de 1988       | Ohio                 | Estados Unidos | Bogart's                             |
| 4 de mayo de 1988       | Ohio                 | Estados Unidos | Bogart's                             |
| 5 de mayo de 1988       | Indiana              | Estados Unidos | Arlington Theatre                    |
| 6 de mayo de 1988       | Illinois             | Estados Unidos | Aragon Ballroom                      |
| Europa                  |                      |                |                                      |
| 10 de mayo de 1988      | Dublin               | Irlanda        | The Olympic Ballroom                 |
| 11 de mayo de 1988      | Antrim               | Irlanda        | Antrim Forum                         |
| 12 de mayo de 1988      | Bradford             | Inglaterra     | St George's Hall                     |
| 13 de mayo de 1988      | Newcastle            | Inglaterra     | Newcastle City Hall                  |
| 14 de mayo de 1988      | Edinburgh            | Escocia        | Edinburgh Playhouse                  |
| 15 de mayo de 1988      | Manchester           | Inglaterra     | Manchester Apollo                    |
| 16 de mayo de 1988      | Birmingham           | Inglaterra     | The Hummingbird                      |
| 17 de mayo de 1988      | Nottingham           | Inglaterra     | Rock City                            |
| 18 de mayo de 1988      | Londres              | Inglaterra     | Hammersmith Odeon                    |
| 20 de mayo de 1988      | Essen                | Alemania       | Grugahalle                           |
| 21 de mayo de 1988      | Neunkirchen am Brand | Alemania       | Hemmerleinhalle                      |
| 22 de mayo de 1988      | Heilbronn            | Alemania       | Eisstadion                           |
| 24 de mayo de 1988      | Milan                | Italia         | PalaTrussardi                        |
| 26 de mayo de 1988      | Paris                | Francia        | Le Zénith                            |
| 27 de mayo de 1988      | Offenbach            | Alemania       | Stadthalle                           |
| 28 de mayo de 1988      | Helsinki             | Finlandia      | Elmu Festival                        |
| 29 de mayo de 1988      | Zwolle               | Países Bajos   | Aardschokdag                         |
| Norteamérica            |                      |                |                                      |
| 21 de junio de 1988     | Minnesota            | Estados Unidos | Met Center                           |
| 22 de junio de 1988     | Iowa                 | Estados Unidos | Five Seasons Center                  |
| 23 de junio de 1988     | Illinois             | Estados Unidos | Rosemont Horizon                     |
| 25 de junio de 1988     | Wisconsin            | Estados Unidos | Alpine Valley Music Theatre          |
| 27 de junio de 1988     | Indiana              | Estados Unidos | Market Square Arena                  |
| 28 de junio de 1988     | Ohio                 | Estados Unidos | Ohio Center                          |
| 29 de junio de 1988     | Ohio                 | Estados Unidos | Cincinnati Gardens                   |
| 2 de julio de 1988      | California           | Estados Unidos | Santa Monica Civic Auditorium        |
| Asia                    |                      |                |                                      |
| 12 de julio de 1988     | Tokio                | Japón          | Nakano Sun Plaza                     |
| 13 de julio de 1988     | Osaka                | Japón          | Koseinenkin Kaikan                   |
| 14 de julio de 1988     | Tokio                | Japón          | Nakano Sun Plaza                     |
| 15 de julio de 1988     | Tokio                | Japón          | Nakano Sun Plaza                     |
| 18 de julio de 1988     | Nagoya               | Japón          | Nagoya-Shi Kokaido                   |
| Norteamérica            |                      |                |                                      |
| 13 de agosto de 1988    | California           | Estados Unidos | Perkins Palace                       |
| 18 de agosto de 1988    | New York             | Estados Unidos | The Ritz                             |
| Europa                  |                      |                |                                      |
| 20 de agosto de 1988    | Leicestershire       | Inglaterra     | Monsters of Rock                     |

## Canciones tocadas en la gira
De  Killing Is My Business... And Business Is Good!:
- "Rattlehead"
- "Skull Beneath the Skin"
- "These Boots"
- "Looking Down The Cross"
- "Mechanix""

De  Peace Sells... But Who's Buying?:
- "Wake Up Dead"
- "The Conjuring"
- "Peace Sells"
- "Devil's Island"

De  So Far, So Good... So What!:
- "Mary Jane"
- "Hook in Mouth"
- "502"
- "Into the Lungs of Hell"
- "Set the World Afire"
- "In My Darkest Hour"
- "Liar"
- "Anarchy in the U.K."

## Personal
- Dave Mustaine: Guitarra, Voz
- Jeff Young: Guitarra
- David Ellefson: Bajo, Coros
- Chuck Behler: Batería

## Páginas externas
- Wed Oficial

- Datos: Q28114522